# Карры-Бент
Карры-Бент — плотина в нижнем течении реки Теджен вблизи города Теджен в Туркмении. Находится в 1,3 км от железной дороги Ашхабад — Туркменабат (бывшей Закаспийской железной дороги).
От подпора этой плотины берёт начало вся нижележащая оросительная сеть. Севернее плотины река Теджен разделяется на многочисленные русла.
На конец XIX века на всём протяжении течения Теджена обработанные поля находились только в двух местах: около Серахса и в низовьях, севернее Карры-Бента. Последние орошались благодаря плотине Карры-Бент.